# Iwaki Tsunetaka
 (avril 2014).
Si vous disposez d'ouvrages ou d'articles de référence ou si vous connaissez des sites web de qualité traitant du thème abordé ici, merci de compléter l'article en donnant les références utiles à sa vérifiabilité et en les liant à la section « Notes et références ».
Iwaki Tsunetaka (岩城常隆, né le 22 juillet 1567, mort le 21 août 1590) est un daimyō de l'époque Sengoku.
Petit-fils de Date Harumune par son père, Iwaki Chikataka, devenu vassal des Satake et fils d'une sœur de Satake Yoshishige, il prend la tête du clan sous la tutelle de sa mère et de la famille Satake en 1578 après la maladie de son père, devenu dément.
En 1585, il participe à la bataille de Hitadori aux côtés du clan Satake. Il adopte ensuite le troisième fils de Yoshishige qui prend le nom de Iwaki Sadataka.
En 1590, Tsunetaka participe à la bataille d'Odawara sous les ordres de Toyotomi Hideyoshi et reçoit un fief de 120 000 koku en récompense. Il décède de maladie peu après.
Malgré la naissance d'un enfant naturel cette même année, Sadataka hérite du domaine et le fils naturel est remis au clan Date, sous le nom de Masataka Date. Ses descendants seront vassaux de la branche principale dans le domaine de Sendai.